# Megachile fabricator
Megachile fabricator är en biart som beskrevs av Smith 1868. Megachile fabricator ingår i släktet tapetserarbin, och familjen buksamlarbin. Inga underarter finns listade i Catalogue of Life.